# Chibi
Chibi (ちび?) es un sustantivo originario del idioma japonés que describe a una persona pequeña o un niño. Dicho término es ampliamente usado en Japón para describir un estilo específico de dibujo en el que los personajes son retratados de una forma exagerada, por lo general estos personajes presentan características como cuerpos reducidos y cabezas extra grandes en comparación con el tamaño del cuerpo. Dando la apariencia de un niño.

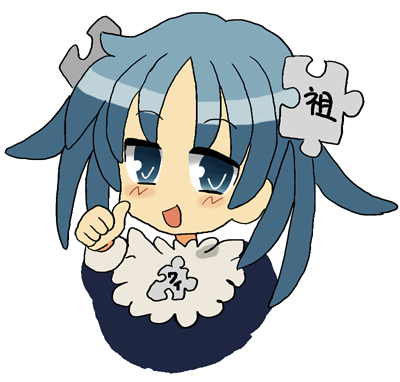
Concepto artístico de Wikipe-tan en versión chibi.

Algunos artistas recreacionales de anime usan también el término de Super Deformed (SD - superdeformado) en conjunto con chibi para describir una versión infantil del personaje de anime o manga.
En la cultura otaku, un chibi es un niño, bebé o una versión infantil de un personaje de manga o anime, que es mayor en la serie original. Una versión chibi de un personaje es usualmente presentado para propósitos cómicos. A veces es usado el término como un modificador de nombre para denotar una versión infantil del personaje. Suelen hablar con una voz infantil, tienen ojos más grandes y una personalidad más traviesa. Los chibi también tienden a no tener dedos, siendo que sus manos se asemejan mucho a las de The Powerpuff Girls. Ocasionalmente se suelen mostrar influencias del anime en la animación estadounidense.